# 国家人文基金会
国家人文基金会（英語：National Endowment for the Humanities；NEH）是美国政府的一个独立机构，目的是支持人文学科的教育和研究，赞助了不少博物馆、档案馆、图书馆、大学等文化组织。它成立于1965年，是国家艺术与人文基金会的下属机构。